# Abelsonit
Abelsonit (Milton & al., 1978), chemický vzorec Ni[C31H32N4], je trojklonný minerál. Původ jména: Philip Hauge Abelson (1913–2004), americký fyzik, spoluobjevitel neptunia, redaktor časopisu Science (1962–1984), ředitel Carnegie Institution of Washington's Geophysical Laboratory (1953-1971).

## Původ
Akcesorický minerál v živičných břidlicích.

## Morfologie
Tvoří drobné, až 1 cm velké agregáty, složené z tenkých lišt nebo lístečků. Krystaly jsou velmi jemné a snadno se lámou.

## Vlastnosti
- Fyzikální vlastnosti: Tvrdost 2–2,5, velmi křehký, hustota 1,45 g/cm³, štěpnost dobrá podle {111}, lom nepravidelný.
- Optické vlastnosti: Barva: růžovopurpurová, červenohnědá. Lesk diamantový, kovový, průhlednost: průsvitný, vryp růžový.
- Chemické vlastnosti: Složení: Ni 11,30 %, C 71,70 %, H 6,21 %, N 10,79 %.

## Využití
Praktické využití nemá.

## Naleziště
Velmi vzácný nerost.
- USA – Wosco (Mahogany Zone ve formaci Green River), Utah; Piceance Creek Basin (Rio Blanco Co.); Colorado